# Saxonische Bruchschollentektonik
Die saxonische Bruchschollentektonik (auch saxonische Bruchtektonik oder fälschlicherweise saxonische Orogenese und saxonische Gebirgsbildung genannt) ist eine durch Bruchschollentektonik gekennzeichnete tektonische Phase im Mitteleuropa nördlich der Alpen. Sie begann im Santonium (Oberkreide) vor rund 85 Millionen Jahren und währte bis ins späte Pliozän vor ca. 2 Millionen Jahren. Sie wurde hervorgerufen durch die Nord-Drift der Afrikanischen Platte und deren vorgelagerte Kleinplatten gegen die Eurasische Platte (Alpidische Gebirgsbildung), wodurch sich der Druck auf die Erdkruste auch im heutigen Mitteleuropa erhöhte. Anders als in den alpidischen Gebirgsketten weiter südlich, in denen Deckenüberschiebungen mit Faltenbildung vorherrschten, wurden in Mitteleuropa Krustenschollen entlang von Störungen gesenkt oder gehoben, ohne dass es zu Faltungen kam.

## Erdgeschichtlicher Hintergrund
Viele europäische Mittelgebirge sind durch die saxonische Bruchschollentektonik herausgehoben worden und werden daher auch als Bruchschollengebirge bezeichnet. Die Gesteine dieser Gebirge weisen zwar Falten auf, die Faltung geht jedoch auf eine bedeutend ältere Gebirgsbildung zurück, die sogenannte Variszische Orogenese im Oberkarbon (ca. 340-320 mya). Bei dieser Gebirgsbildung entstanden aber nicht nur Falten, sondern die tektonischen Kräfte führten auch zur Ausbildung eines regelrechten Netzes aus Störungen, welches den gesamten Gebirgsstock noch heute durchzieht.
Nachdem das Variszische Hochgebirge im Perm weitgehend abgetragen war, wurde es, da sich in den darauf folgenden geologischen Zeitaltern (Trias, Jura) weite Bereiche Europas absenkten, von mächtigen Meeres- und Festlandssedimenten überlagert – man spricht daher fortan vom Variszischen Grundgebirge (im Gegensatz dazu heißen die auflagernden Schichten Deckgebirge).
Ab der Oberkreide änderte sich die tektonische Situation grundlegend. Durch die Norddrift der Afrikanischen Platte wurde Druck aus südlichen Richtungen auf die europäische Kruste ausgeübt, zunächst, durch die beginnende Kollision der Iberischen Platte mit Europa, aus Südwesten, ab dem frühen Tertiär (Paläozän oder Eozän) direkt von Süden aus dem Alpenraum. Dieser Druck wurde abgebaut, indem im Grundgebirge an den bereits variszisch angelegten Störungen mehr oder weniger vertikale Ausweichbewegungen stattfanden, von denen natürlich auch das Deckgebirge darüber ergriffen wurde. Dadurch pauste sich das variszische Störungsnetz bis zur Erdoberfläche durch. Hierbei werden drei Hauptstörrichtungen unterschieden: NO-SW (bezeichnet als variszisch oder erzgebirgisch), NW-SO (herzynisch/harzisch) und NNO-SSW (rheinisch). Viele Gebirgszüge und Flusstäler in Mitteleuropa folgen diesen Richtungen.

## Auswirkungen
Die vertikalen Ausweichbewegungen der mitteleuropäischen Kruste finden ihren Ausdruck in der Kleinkammerung der deutschen Mittelgebirgslandschaft mit Horst- und Grabenstrukturen. Auffallend sind tektonische Gebilde wie Pultschollen, die zwar horstartig, aber an einer der begrenzenden Hauptstörungen bevorzugt herausgedrückt wurden. Die heutigen deutschen Mittelgebirge wie Harz, Thüringer Wald oder Schwarzwald sind Bruchschollen, die so weit angehoben wurden, dass das gesamte Deckgebirge abgetragen wurde und dort heute wieder das Variszische Grundgebirge freiliegt. Im Gegensatz dazu wurden einige Schollen deutlich abgesenkt und mit zusätzlichen Sedimenten gefüllt. Das größte derartige Gebiet in Mitteleuropa ist der Oberrheingraben.
An den reaktivierten variszischen Störungen kam es in einigen Fällen auch zu vulkanischer Aktivität. Die bekanntesten Beispiele dafür in Deutschland sind die Vulkaneifel, der Westerwald, der Vogelsberg und die Rhön.
Die letzten bedeutenden saxonischen Bewegungen fanden mit der Hebung des Rheinischen Schiefergebirges bzw. der Einsenkung des Niederrheingrabens im Pliozän statt. Aber streng genommen ist die saxonische Phase noch nicht beendet. Der Druck aus dem Alpenraum führt heute zu spürbaren, sehr selten auch stärkeren Erdbeben, die meistens in Südwest- und Westdeutschland, insbesondere entlang des Rheins, aber auch weiter östlich im Vogtland auftreten.